# Dichotomius batesi
Dichotomius batesi es una especie de escarabajo coprófago del género Dichotomius, subfamilia, Scarabaeinae, orden Coleoptera. Fue descrita por Harold en 1869.

## Distribución
Especie originaria del Neotrópico. Se distribuye por Brasil, Colombia, Ecuador y Perú.

## Hábitat
Habita en bosques secundarios y premontanos, también en la ribera de los ríos.